# William J. Samford
William James Samford, född 16 september 1844 i Greenville, Georgia, död 11 juni 1901 i Tuscaloosa, Alabama, var en amerikansk politiker (demokrat). Han var ledamot av USA:s representanthus 1879–1881 och guvernör i delstaten Alabama från 1 december 1900 fram till sin död.
Samford deltog i amerikanska inbördeskriget i Amerikas konfedererade staters armé och tillbringade 18 månader i nordstaternas krigsfångenskap. Efter kriget studerade han juridik och inledde 1867 sin karriär som advokat i Opelika. Samford efterträdde 1879 Jeremiah Norman Williams som kongressledamot för Alabamas tredje distrikt och efterträddes 1881 av William C. Oates. År 1886 tjänstgjorde Samford som talman i Alabamas senat.
De konservativa demokraterna var missnöjda med Joseph F. Johnston som var guvernör mellan 1896 och 1900. De lyckades övertala Samford att ställa upp i guvernörsvalet 1900 och han vann partiets nominering i den tredje omröstningen. Efter det vann han själva guvernörsvalet tämligen lätt.
Alabama hade ingen viceguvernör mellan 1876 och 1903. Samfords svaga hjärta gav sig till känna redan under valkampanjen och under de första veckorna som guvernör var han oförmögen att sköta sitt ämbete. William D. Jelks, talman i Alabamas senat, utövade guvernörens maktbefogenheter mellan 1 december och 26 december 1900. Samford var sedan kapabel att inleda sitt arbete som guvernör men han avled redan följande sommar och efterträddes i ämbetet av Jelks. Samford hade lovat de konservativa demokraterna att driva igenom lagstiftning som förhindrar svarta medborgare från att rösta i Alabama helt och hållet, men detta projekt liksom begränsningen av fattiga vitas rösträtt, fick övertas av Jelks istället. Metodisten Samford gravsattes på Rosemere Cemetery i Opelika.